# Tisul'skij rajon
Il Tisul'skij rajon (in russo Тисульский район?) è un rajon dell'Oblast' di Kemerovo, nella Russia europea; il capoluogo è Tisul'. Istituito nel 1924, ricopre una superficie di 8.060 chilometri quadrati e consta di una popolazione di circa 26.000 abitanti.